# ミャンマーの政党
ミャンマーの政党（ミャンマーのせいとう）では、ミャンマー（ビルマ）における政党の歴史と現状について述べる。

## 歴史
ミャンマーでは建国当初、初代憲法によって議会制民主主義による複数政党制が定められ、反ファシスト人民自由連盟（AFPFL）を始め複数の政党が存在していた。しかし、国内が混乱したことから1962年のネ・ウィンによるクーデターが発生し、その際に既存の政党は全て解散させられた。
その後、1974年から1988年までは、第二代憲法でビルマ社会主義計画党（BSPP）の一党独裁が定められ、BSPP以外の政党を結成することは違法であった。だが、1988年に国民が行った全国規模の民主化要求運動（8888蜂起）の結果、BSPPの解散で一党支配体制は崩壊し、政党の結成が自由（結社の自由）化された。
8888蜂起の際にクーデターで成立した軍事政権（後の国家平和発展評議会・SPDC）は、複数政党制による選挙を公約としていた。そのため、ミャンマーでは1990年の総選挙までに200以上にのぼる政党が結成され、選挙の結果国民民主連盟（NLD）が議席の過半数を確保した。しかし、軍政は選挙結果に基づく議会招集を拒否し、民主化勢力の弾圧を強化したため、一部の総選挙当選者は国外に逃れる必要に迫られた。以後、軍政は議会を開くことなく、ミャンマーにおける政党活動は停滞し続けた。
2008年、SPDCの制定した第三代憲法の草案が国民投票で可決され、2010年11月には新憲法に基づく総選挙が実施された。これを受け、2011年3月には総選挙に基づく民政が正式に発足、以後のミャンマーは議会制民主主義による複数政党制が復活し、結社の自由も認められている。

## 議会に議席を有する政党
2015年下院総選挙の結果を受けた連邦議会及び地方議会に議席を有する政党を以下に示す。
| 党名               | 略称  | 上院 | 下院 | 地方議会 |
| ------------------ | ----- | ---- | ---- | -------- |
| 国民民主連盟       | NLD   | 135  | 255  | 476      |
| 連邦団結発展党     | USDP  | 11   | 30   | 73       |
| アラカン民族党     | ANP   | 10   | 12   | 22       |
| シャン民族民主戦線 | SNLD  | 3    | 12   | 25       |
| タアン民族党       | TNP   | 2    | 3    | 7        |
| ゾーミ民主議会     | ZCD   | 2    | 2    | 2        |
| モン民族党         | MNP   | 1    | 0    | 2        |
| 国民統一党         | NUP   | 1    | 0    | 0        |
| パオ民族機構       | PNO   | 1    | 3    | 6        |
| リス民族発展党     | LNDP  | 0    | 2    | 2        |
| カチン州民主党     | KSDP  | 0    | 1    | 3        |
| コーカン民主統一党 | KDUP  | 0    | 1    | 1        |
| ワ民主党           | KDUP  | 0    | 1    | 2        |
| 全モン地域民主党   | AMRDP | 0    | 0    | 1        |
| 民主党             | DP    | 0    | 0    | 1        |
| カレン人民党       | KPP   | 0    | 0    | 1        |
| ラフ民族発展党     | LHNDP | 0    | 0    | 1        |
| シャン民族民主党   | SNDP  | 0    | 0    | 1        |
| タイレン国民発展党 | TNDP  | 0    | 0    | 1        |
| カチン州統一民主党 | UDPKS | 0    | 0    | 1        |
| ワ国民統一党       | WNUP  | 0    | 0    | 1        |
| 軍人枠             | —     | 56   | 110  | 216      |
| 無所属             | —     | 2    | 1    | 1        |
| 欠員               | —     | 0    | 7    | 14       |

- 連邦団結発展党（USDP） - 国家平和発展評議会（SPDC・軍政）の翼賛組織である連邦団結発展協会（USDA）の後継組織。
- シャン民族民主戦線（SNLD）
- 国民民主連盟（NLD） - 最大の民主派政党であったが、2010年5月6日解散したが2011年11月25日に政党として再登録した。
- 国民民主勢力（NDF） - 解散した国民民主連盟のうち、2010年の総選挙出馬を主張した分派によって結成した政党。
- 国民統一党（NUP） - ビルマ社会主義計画党（BSPP）の後継政党